# Niederkrüchten

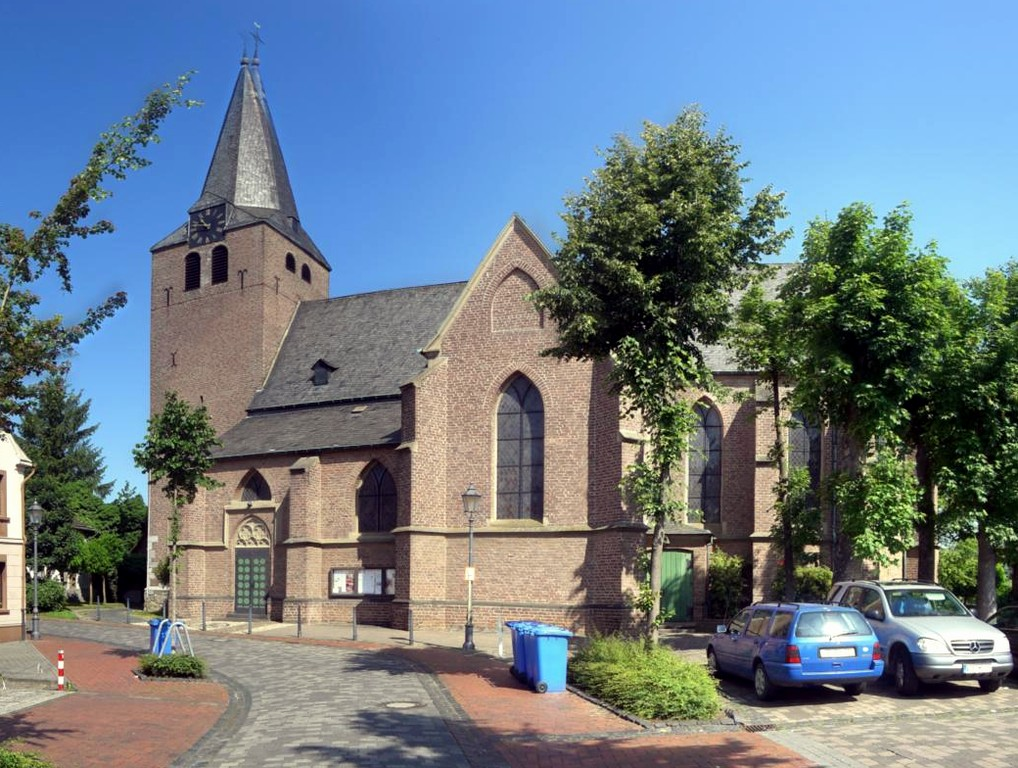
Kirche in Niederkrüchten

Die Gemeinde Niederkrüchten liegt am linken Niederrhein im Westen des Bundeslandes Nordrhein-Westfalen und ist eine kreisangehörige Gemeinde des Kreises Viersen im Regierungsbezirk Düsseldorf.

## Geschichte
Ab September 1944 wurde die Zivilbevölkerung genötigt, Elmpt zu verlassen. Viele Niederkrüchtener wurden nach Borghorst (Münsterland), Lindhorst, Steinhude, Amt Rahden oder nach Authausen (in Sachsen) evakuiert.
Ende Februar 1945, einige Tage nach dem Beginn der Operation Grenade, räumten deutsche Truppen die Maas-Rur-Stellung; am 1. März rückten US-Soldaten über Niederkrüchten, Brüggen, Bracht und Kaldenkirchen nach Venlo vor.
Seit dem 1. Januar 1972 sind die vormals selbstständigen Gemeinden Niederkrüchten und Elmpt per Gesetz zur Neugliederung der Gemeinden und Kreise des Neugliederungsraumes Aachen (vom 14. Dezember 1971) zusammengeschlossen. Gehörten beide Kommunen ursprünglich zum ehemaligen Kreis Erkelenz und nach kommunaler Neugliederung zum Kreis Heinsberg, so wurden sie 1975 dem Kreis Viersen zugeordnet, wobei aber die Orte Merbeck, Schwaam, Tetelrath, Venn und Venheyde der Stadt Wegberg zugeordnet wurden und somit weiter zum Kreis Heinsberg gehören.
Aus dem Ortsteil Elmpt stammt das barocke Gnadenbild „Maria Schutz zu Pfeddersheim“, in der katholischen Pfarrkirche Mariä Himmelfahrt, Worms-Pfeddersheim, Rheinland-Pfalz. Es überstand 1869 unversehrt einen Brand in Elmpt und kam als Geschenk an seinen jetzigen Standort, wo es seit 1927 verehrt wird.

## Ortsteile der Gemeinde
Birth, Blonderath, Boscherhausen, Brempt, Dam, Elmpt, Gützenrath, Heyen, Laar, Niederkrüchten, Oberkrüchten, Overhetfeld, Ryth, Silverbeek, Varbrook, Venekoten.

## Politik

### Gemeinderat
Die Kommunalwahlen seit 2014 führten zu folgendem Ergebnissen:
| Partei / Liste                                    | 2020  | 2020 | 2014  | 2014 |
| Partei / Liste                                    | Sitze | %    | Sitze | %    |
| ------------------------------------------------- | ----- | ---- | ----- | ---- |
| Christlich Demokratische Union Deutschlands (CDU) | 13    | 37,3 | 14    | 41,8 |
| Bündnis 90/Die Grünen                             | 9     | 28,2 | 4     | 13,2 |
| Sozialdemokratische Partei Deutschlands (SPD)     | 6     | 18,4 | 10    | 28,0 |
| Freie Demokratische Partei (FDP)                  | 3     | 7,5  | 2     | 6,3  |
| Christlich Kommunale Wählergemeinschaft (CWG)     | 2     | 4,6  | 2     | 5,7  |
| Die Linke                                         | 1     | 3,9  | 2     | 5,0  |

### Bürgermeister
Der Diplom-Sozialarbeiter Karl-Heinz „Kalle“ Wassong (parteilos) wurde im September 2015 zum Bürgermeister gewählt und 2020 mit 59,14 % im Amt bestätigt. Er setzte sich 2015 in der Stichwahl mit 67,34 Prozent der Stimmen gegen den Konkurrenten Bennet Gielen (CDU) durch. Zuvor hatte Herbert Winzen (ebenfalls parteilos) elf Jahre lang das Amt inne.

### Wappen und Banner

Banner der Gemeinde Niederkrüchten
Wappen der ehem. Gemeinde Elmpt
Wappen der ehem. Gemeinde Niederkrüchten

Blasonierung:„Gespalten; vorne in Gold (Gelb) eine halbe rote Lilie, auf deren Kelchblatt ein linksgekehrter grüner Sittich sitzend; hinten in Silber (Weiß) drei blaue Balken.“ Bedeutung: Das Wappen der Gemeinde Niederkrüchten entstammt dem Wappen der Grundherren von Elmpt. Die drei blauen Balken auf silbernem Grund weisen auf das Emblem der Edelherren von Brempt hin, die im 13. Jahrhundert in Niederkrüchten Grundherrenrechte ausübten.
Beschreibung des Banners: „Unter weißem Bannerhaupt, darin der Wappenschild der Gemeinde, Blau - Gelb im Verhältnis 1:1 längsgestreift.“

## Sehenswürdigkeiten
- das Moor- und Wacholderheide-Naturschutzgebiet Elmpter Schwalmbruch
- die Auenlandschaft Dilborner Benden zwischen Brüggen und Overhetfeld
- der Hariksee bei Brempt
- der Venekotensee bei Overhetfeld
- das Haus Elmpt der ehemaligen Herren von Elmpt
- die Wassermühle Brempter Mühle an der Schwalm bei Brempt
- die Kirche St. Martin in Oberkrüchten
- die Elmpter Kapelle Maria an der Heiden in Overhetfeld
- die Brempter Kapelle St. Georg
- die spätgotische Hallenkirche St. Bartholomäus in Niederkrüchten
- weitere sehenswerte Gebäude in der Liste der Baudenkmäler in Niederkrüchten

## Sport und Freizeit
Die Sportarten Fußball, Reiten, Schwimmen, Rehasport, Tennis, Karate, Judo, Paddeln, Segeln und Angeln werden von verschiedenen Vereinen in der Gemeinde betrieben.
Zu den größten Sportstätten der Gemeinde gehören das Bürgerhaus Elmpt (Mehrzweckhalle), die Doppelturnhalle Niederkrüchten, die Reitanlagen in den Ortsteilen Gützenrath, Overhetfeld und Venekoten sowie die Sportplätze in Niederkrüchten, Elmpt und Oberkrüchten. Sie werden von den beiden größten Vereinen, dem SC Niederkrüchten und Schwarz-Weiß 1926 Elmpt und auch von kleineren Vereinen genutzt.
Die DLRG Niederkrüchten ist der größte Schwimmverein in der Gemeinde. Das im Ortsteil Elmpt gelegene Hallenbad wird vor allem für den Schul- und Vereinssport genutzt, das Freibad Niederkrüchten ist seit 2018 wegen des akuten Renovierungsbedarfs nicht mehr geöffnet worden.

## Persönlichkeiten

### In Niederkrüchten geboren
- Werner Kirstein (* 1946), Geograph
- Karl Otten (1889–1963), Schriftsteller und Pazifist
- Wilhelm Stockums (1877–1956), Weihbischof in Köln

### Mit Niederkrüchten verbunden
- Wilhelm Lindemann (1828–1879), Pfarrer in Niederkrüchten, Literaturhistoriker und Abgeordneter des Preußischen Landtages (von 1870–1879)
- Wilhelm Bäumker (1842–1905), katholischer Theologe und Hymnologe
- Kurt Meyer (1910–1961), SS-Mitglied und Bundessprecher der Hilfsgemeinschaft auf Gegenseitigkeit der Angehörigen der ehemaligen Waffen-SS[17]
- Waldemar Bonsels (1880–1952), Schriftsteller (u. a. Biene Maja)
- Eddi Laumanns (* 1952), Motorsportjournalist, Pressefotograf und Fachbuchautor
- Charlotte Roche (* 1978), Fernseh-Moderatorin und Autorin

## Varia
Niederkrüchten war sporadisch Bestandteil einer Motorrad-Rennstrecke, die von 1922 bis 1925 über eine Länge von 48,5 km die Orte Waldniel, Niederkrüchten, Brüggen, Bracht, Kaldenkirchen, Breyell, Boisheim und Dülken miteinander verband. Die an Niederkrüchtens Ortsrand gelegene Kartsport-Strecke „Kuka-Kartbahn“ am Raderberg dagegen noch in Betrieb, dort werden heutzutage aber keine wichtigen Rennen mehr ausgefahren und war Austragungsort der Europameisterschaft im Kamellezielwerfen 2007.
Der Gemeinde wurde in den 2020er-Jahren durch Markus Orths und seine Romane „Ewig währt am längsten – Tante Ernas letzter Tanz“ und „Ewig währt am längsten – Der Pastor und das letzte Hemd“ ein literarisches Denkmal gesetzt.